# جون هيوز (لاعب كريكت)
جون هيوز (3 مايو 1971 في المملكة المتحدة - ) (بالإنجليزية: John Hughes)‏ هو لاعب كريكت بريطاني. لعب مع نادي مقاطعة نورثامبتونشير للكريكت ‏ ونادي مقاطعة بيدفوردشير للكريكت ‏.

## وصلات خارجية
- جون هيوز على موقع إي آس بي آن كريك إنفو (الإنجليزية)